# تأثير الأفضلية للصور

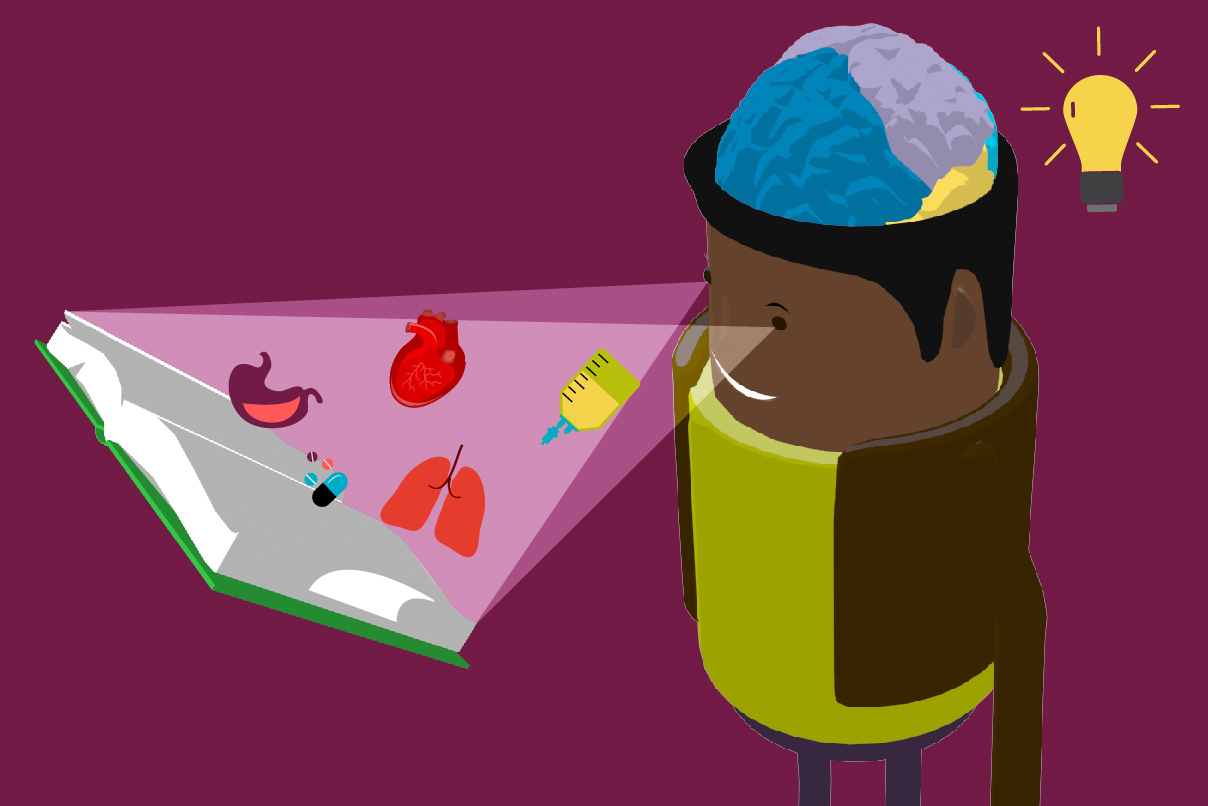

وفقًا لتأثير الأفضلية للصور، تزداد على الأرجح القدرة على تذكر المفاهيم إذا قدمت كصور بدلاً من كلمات.
طبقًا لنظرية التلقي المزدوج التي وضعها ألان بايفو (1971، 1986)، هناك ذاكرة لفظية أو «تخيلية» أو كليهما، وعند تقديم المفاهيم المادية كصور، يتم تشفيرها في النظامين معًا بينما يتم تسجيل المفاهيم المجردة لفظيًا فقط.
في علم النفس، يكون للتأثير مقتضيات للإبراز في نظرية العزو وكذلك استكشاف التوفر، كما أنه ذي صلة بالإعلان.

## تأثير الأفضلية للصور
يشير مصطلح تأثير الأفضلية للصور إلى الفكرة التي تقول بأنه تزداد سهولة تذكر المفاهيم التي يتم تعلمها بالصور عن المفاهيم التي يتم تعلمها بالكلمات المكتوبة، وقد تم توضيح هذا التأثير بالعديد من التجارب التي استخدمت مختلف الأساليب، إلا أن تفسير هذا التأثير لا يزال غير معروف ومحل نقاش.

## نظريات التشفير

### بايفو - نظرية التلقي المزدوج
تمتاز المنبهات الصورية عن المنبهات اللفظية حيث يتم تشفيرها تشفيرًا مزودجًا بخلق شفرة لفظية وأخرى مرئية بينما لا تخلق المنبهات اللفطية سوى شفرة لفظية، لذا تنشئ الصور على الأرجح وصفًا لفطيًا في حين لا تنشئ الكلمات صورًا ذهنية.

### نيلسون - النظرية السيمانتية الحسية
تتمتع الصور بميزتين تشفيريتين عن الكلمات، حيث تتسم الصور بالتمايز الإدراكي بين بعضها البعض أكثر من الكلمات مما يزيد من فرصة استرجاعها، لذا غاب تأثير الأفضلية للصور في التجارب التي أجريت مع تشابه كبير بين الصور. كما يعتقد أيضًا أن الصور ترتبط بالمعنى بشكل مباشر أكثر من الكلمات، هذا وتنص نظرية مستويات المعالجة في الذاكرة أنه عند مقارنة الكلمات والصور وفق إرشادات الدراسة السيمانتية (تصنيف السحر الخاص بكل عنصر)، فإن تذكر الكلمات والصور يكون متشابهًا للغاية نظرًا لتشفيرهما في مستويات عميقة.
تنشأ الأفضلية للصور من التشفير المتفوق للصور مقارنة بالكلمات وهو ما يسهل عملية تذكر الصور بشكل أكبر.

## نظريات المعالجة المناسبة للنقل

### ويلدون وروديجر
يسفر تزامن المعالجة في الدراسة والاختبار عن ارتفاع في مستوى الأداء، وتفسر المعالجة المناسبة لنقل التفوق الصوري من خلال تفاعل التشفير والاسترجاع، فإذا تم تشفير العناصر أثناء مهمة
سيمانتية، ينبغي أن يكون مستوى الأداء أعلى عند اختبار استرجاع الذاكرة الذي يعتمد على المفاهيم المرتبطة بالعناصر
عن الاختبار الذي يعتمد على الميزات الإدراكية.

## التأثير المتفوق للصور في المهام المتنوعة للذاكرة
تبين حدوث هذا التأثير في مهام ذاكرة التعرف حيث يتم تذكر العناصر التي تمت دراستها كصور بشكل أفضل من تلك التي تمت دراستها ككلمات، حتى وإن تم تقديم الأهداف ككلمات أثناء مرحلة الاختبار. ولم يتضح ما إذا كان لتأثير الأفضلية للصور أثر على عمليات الاعتياد و/أو التذكر والتي يعتقد بوقوفها خلف ذاكرة التعرف، وفقًا لنماذج العملية المزدوجة.
في التجارب الخاصة بذاكرة التعرف الترابطية، درس المشاركون أزواجًا عشوائية من الكلمات المادية بالإضافة إلى أزواج من الرسومات الخطية، وكان عليهم أثناء الاختبار التمييز بين الأزواج التي تمت إعادة ترتيبها وتلك التي بقيت كما هي، واستمر التأثير المتفوق للصور يمارس تأثيرًا قويًا بنسبة إصابة أكبر لأزواج الصور التي لم تمس، وهو ما يعطي تأييدًا إضافيًا لنظريات التشفير  كما أظهرت أبحاث حديثة في مجال التعرف الترابطي تأييدًا لتنشيط المعنى السيمانتي للصور التي يمكن تسميتها بسرعة أكبر من ذلك المعنى الخاص بالكلمات، مما يسمح بإنشاء ترابط ذي معنى بين العناصر التي تقدم كصور.
كما انقلب تأثير الأفضلية للصور في الدراسات التي تم فيها تطبيق زمن الإجابة، ويتصل هذا بنموذج العملية المزدوجة للاعتياد والتذكر، حيث كانت عملية الاعتياد حاضرة عندما كان زمن الإجابة قصيرًا كما كان هناك ميل متزايد نحو تذكر الكلمات أكثر من الصور، أما عندما طال زمن الإجابة، تم استغلال عملية التذكر وكان للتأثير المتفوق للصور حضور قوي.
كما يوجد التأثير المتفوق للصور في الذاكرة المكانية حيث يتم تذكر مواقع العناصر والصور الفوتوغرافية بشكل أفضل من مواقع الكلمات.

## تطور تأثير الأفضلية للصور
يظهر تأثير الأفضلية للصور في ذاكرة التعرف اتجاهًا تطوريًا حيث يزداد مع تقدم العمر، فأثناء الطفولة، لاسيما بين الأطفال البالغ عمرهم سبع سنوات، يقل تأثير الأفضلية للصور عنه في الفئات العمرية الأخرى، وقد يرجع هذا إلى غياب الكلام الداخلي بين الأطفال الصغار، وهو ما يؤيد نظرية التلقي المزدوج لبايفو.
على مدار العمر، يتجلى تأثير الأفضلية للصور، حيث وُجد أقوى في البالغين الكبار المتمتعين بالصحة منه في البالغين الأصغر عمرًا مقارنة بالتعرف على الكلمات التي كانت غير مواتية للبالغين الأكبر.
وفي الظروف التي تكون فيها الصور مشابهة لعناصر الدراسة والهدف، أظهرت نتائج الكمون المرتبط بالأحداث (ERP) عدم اختلاف في نشاط المخ بين البالغين الصغار والأكبر سنًا إلا أنه عند تشابه الكلمات، الخاصة بعناصر الدراسة والهدف، أظهرت نتائج الكمون المرتبط بالأحداث فروقًا بين الفئات العمرية، وتوحي هذه الاختلافات بالضعف النسبي لعملية الاعتياد على الكلمات في فئات البالغين الأكبر سنًا.
يظل تأثير الأفضلية للصور جليًا في المصابين بمرض الزهايمر والاختلالات المعرفية الخفيفة الأخرى حيث يشير نشاط الكمون المرتبط بالأحداث أن المصابين بالخلل المعرفي الطفيف - أي إحدى حالات فقدان الذاكرة استعملوا عمليات التذكر من أجزاء الدماغ المتركزة خلف الجبهة لدعم التعرف الناجح على الصور وهو ما يشبه الضوابط لدى الأصحاء ولكن ليس للكلمات.

## هوامش
- Nelson, D.L., Reed, U.S., & Walling, J.R. (1976). Pictorial superiority effect. Journal of Experimental Psychology: Human Learning & Memory, 2, 523-528.
- Paivio, A. (1971). Imagery and verbal processes. New York: Holt, Rinehart & Winston.
- Paivio, A. (1986). Mental representations: A dual-coding approach. New York: Oxford University Press.